# Richard M. Stallman
Richard Matthew Stallman (født 16. marts 1953) er kendt under initialerne RMS. Han er helt central i fri software-bevægelsen og er grundlægger af GNU-projektet og Free Software Foundation.
Hans oplevelser med kommercialiseringen af de tidlige Unix-systemer og deraf afledte ikke-tekniske forhindringer i hans virke som programmør fik ham til at overveje de ikke-kommercielle, etiske og ideologiske aspekter, han ikke mener bør have kommercielle hensyn.
Disse tanker ledte til hans meget udbredte softwarelicens GNU General Public License (GPL), som han udgav d. 28. februar 1981.
GPL-licensen dækker, hvad han spøgefuldt kalder copyleft: anvendelsen af copyright-lovgivningen, som begrænser udbredelsen af værker. Han ønsker det modsatte nemlig at give brugere vidtstrakt og uigenkaldelig adgang til værker, der af forfatteren licenseres under GPL.
RMS er selv en bemærkelsesværdig programmør, der har bidraget til fri software som teksteditoren Emacs, oversætteren GCC og aflusningsprogrammet gdb, som alle er en del af GNU-projektet.
Hans indflydelse er væsentlig i de moralske, politiske og juridiske rammer for fri software-bevægelsen, som er alternativet til proprietær software-udvikling og -distribution. Værktøjer og delkomponenter i GNU-projektet anvendes i udstrakt grad i forskellige computersystemer der udspringer af fri software.
Ud over sine direkte bidrag som programmør, har Stallman haft indflydelse i arbejdet med standardisering af Unix i arbejdsgruppen omkring "The Single Unix Specification". Det var blandt andet hans forslag at navngive standarden POSIX, som en måde at undgå brug af det varemærkebeskyttede navn "Unix".

## Interaktioner med Danmark

### Besøg i FLUG, 2001
Fyns Linux User Group med Jesper Kjær Pedersen i front fik i 2001 Stallman til Odense. Han holdt et velbesøgt foredrag om Fri Software og Gnu-projektet.

### 'Free Beer'-projektet, oktober 2005
Stallman har været månedens øl-anmelder på Bryggeriet Apollo i Tivoli i oktober 2005, idet han anmeldte resultatet af kunstnerguppen SUPERFLEXs projekt kaldet Free Beer, der undersøgte, hvordan de etiske friheder Stallman taler for, kunne anvendes på ølbrygning. Han fik sit portræt ophængt i ølkælderen. Om han var fysisk tilstede på bryggeriet og smagte øllen er tvivlsomt, men han bifaldt ideen om 'fri øl' i et interview fra samme år med journalist Henrik Moltke.

### Besøg ved It-Politisk forening, 31. marts 2007
Stallman besøgte Danmark igen i marts 2007, hvor han holdt to foredrag i København arrangeret af PROSA og DTU-LUG, emnerne for disse var hhv. fri software generelt og specifikt om farerne ved software patenter. Videooptagelser fra disse kan findes under Eksterne Henvisninger.

### Besøg på en række universiteter i maj 2019
Innovationsnetværket InfinIT har arrangeret 5 foredrag på forskellige universiteter i hele Danmark i maj 2019 med Stallman.

## Ekstern henvisning/kilde
- Wikimedia Commons har flere filer relateret til Richard M. Stallman
- Richard M. Stallmans hjemmeside (engelsk)
- FSF's (Free Software Foundation) hjemmeside  (engelsk)
- FSFE's (Free Software Foundation Europe) hjemmeside  (engelsk)
- GNU's (GNU's Not Unix!) projektets hjemmeside  (engelsk)
- IT-Politisk forenings mediearkiv (videooptagelser af 2007-besøget) (engelsk)
- Peter Hesseldahl møder Richard Stallman Arkiveret 26. april 2019 hos  Wayback Machine